# Родеріх фон Шелер
Родеріх Фелікс Александер фон Шелер (нім. Roderich Felix Alexander von Schoeler; 3 серпня 1862, Трір — 4 квітня 1935, Бад-Вільдунген) — німецький офіцер, генерал піхоти рейхсверу. Кавалер ордена Pour le Mérite.

## Біографія
Представник знатного прусського роду спадкових військовиків. Син генерал-лейтенанта Прусської армії Даніеля фон Шелера і його другої дружини Гелени, уродженої фон Борнштедт. 12 квітня 1879 року вступив в 4-й гвардійський полк. З жовтня 1890 по вересень 1893 року навчався в Прусській військовій академії. З листопада 1899 року служив у прусському військовому міністерстві. В лютому 1905 року призначений командиром батальйону 89-го гренадерського полку. З травня 1907 року — командиром 3-го району Берліна, з січня 1910 року — 2-го гвардійського полку в Берліні, з січня 1912 року — 2-ї гвардійської піхотної бригади. З липня 1913 року — начальник адміністративного відділу прусського військового міністерства.
На початку Першої світової війни призначений оберквартирмейстером при Великому Генштабі, відповідав за постачання сухопутних військ. З квітня 1916 року — виконувач обов'язків командира, з серпня 1916 року — командир 20-ї піхотної дивізії. Брав участь у зупинці наступу Брусилова. З жовтня 1916 року — заступник військового міністра. З грудня 1916 року — командир 11-ю піхотною дивізією. Учасник битви при Аррасі, в якій дивізія зазнала великих втрат. З травня 1917 року — командир 8-го армійського корпусу. У вересні 1917 року корпус у складі армійської групи «B» тримав частину фронту вздовж швейцарського кордону, а навесні 1918 року був переданий 7-й армії, у складі якої брав участь у Весняному наступі. Незабаром після початку наступу, у квітні 1918 року, корпус Шелера був переведений у 18-у армію, у складі якої брав участь у боях під Нуайоном. До кінця війни корпус брав участь у боях на лінії Гінденбурга. Після підписання перемир'я Шолер командував поверненням свого корпусу назад в Німеччини.
З 7 серпня 1919 року — командир 2-го групового командування рейхсверу. У перший день Каппського заколоту заявив про лояльність уряду Фрідріха Еберта. 30 вересня 1920 року вийшов у відставку.

## Сім'я
11 вересня 1919 року одружився з баронесою Геленою Беклін фон Беклінзау.

## Звання
- Фенріх (12 квітня 1879)
- Другий лейтенант (осінь 1879)
- Перший лейтенант (22 липня 1888)
- Гауптман (вересень 1893)
- Майор (27 січня 1900)
- Оберстлейтенант (10 квітня 1906)
- Оберст (20 квітня 1909)
- Генерал-майор (січень 1912)
- Генерал-інтендант (3 серпня 1914)
- Генерал-лейтенант (6 червня 1916)
- Генерал піхоти запасу (30 вересня 1920)

## Нагороди
- Столітня медаль
- Орден Корони (Пруссія) 2-го класу
- Орден Святого Йоанна (Бранденбург), почесний лицар
- Хрест «За вислугу років» (Пруссія)
- Князівський орден дому Гогенцоллернів, почесний командор
- Орден Грифона, почесний хрест
- Залізний хрест 2-го і 1-го класу
- Орден Червоного орла 2-го класу з дубовим листям і мечами
- Pour le Mérite (30 червня 1918)
- Почесний хрест ветерана війни з мечами